# David Datro Fofana
David Datro Fofana (sinh 22 tháng 12 năm 2002) là một cầu thủ bóng đá chuyên nghiệp người Bờ Biển Ngà hiện đang thi đấu ở vị trí tiền đạo cho câu lạc bộ Burnley tại Premier League theo dạng cho mượn từ Chelsea và Đội tuyển bóng đá quốc gia Bờ Biển Ngà.

## Sự nghiệp câu lạc bộ

### Molde FK
Fofana bắt đầu sự nghiệp ở Bờ Biển Ngà với Abidjan City trước khi gia nhập AFAD dưới dạng cho mượn vào năm 2019. Anh được các câu lạc bộ Pháp, Bỉ và Na Uy chiêu mộ ráo riết. Vào ngày 2 tháng 2 năm 2021, Fofana chuyển đến Molde theo dạng chuyển nhượng tự do với hợp đồng chuyên nghiệp có thời hạn 4 năm. Anh ghi bàn đầu tiên cho Molde ngay tại trận ra mắt của mình cho Molde trong trận hòa 3–3 trước Hoffenheim tại UEFA Europa League vào ngày 18 tháng 2 năm 2021 khi ghi bàn thắng thứ ba cho đội của mình ở phút 74.

### Chelsea
Vào ngày 7 tháng 1 năm 2023, Fofana gia nhập đội bóng Chelsea tại Premier League với hợp đồng có thời hạn 6 năm cộng thêm một năm gia hạn. Vào ngày 8 tháng 1 năm 2023, Fofana vào sân từ băng ghế dự bị trong trận của mình cho Chelsea trong trận thua 0-4 trước Manchester City ở FA Cup.

#### Cho mượn tại Union Berlin và Burnley
Vào ngày 11 tháng 7 năm 2023, Fofana gia nhập đội bóng Union Berlin tại Bundesliga theo dạng cho mượn kéo dài một mùa giải. Anh được Chelsea triệu hồi vào ngày 11 tháng 1 năm 2024. Hai ngày sau, Fofana được cho câu lạc bộ Premier League khác là Burnley cho mượn đến cuối mùa giải 2023–24. Vào ngày 3 tháng 2, anh ghi một cú đúp trong trận ra mắt cho Burnley trong trận hòa 2–2 trước Fulham.

## Sự nghiệp quốc tế
Fofana có trận ra mắt cho đội tuyển quốc gia Bờ Biển Ngà trong trận thua 2–0 trước Niger vào ngày 22 tháng 9 năm 2019 tại Cúp bóng đá các quốc gia châu Phi 2020. Vào ngày 22 tháng 3 năm 2023, Fofana làm đội trưởng của đội tuyển U-23 quốc gia Bờ Biển Ngà trong trận chiến thắng 3–2 trong một trận giao hữu gặp U-23 Maroc.

## Thống kê sự nghiệp

### Câu lạc bộ
Tính đến 10 tháng 3 năm 2024
| Câu lạc bộ          | Mùa giải            | Giải vô địch        | Giải vô địch | Giải vô địch | Cúp quốc gia | Cúp quốc gia | Cúp Liên đoàn | Cúp Liên đoàn | Châu lục | Châu lục | Tổng cộng | Tổng cộng |
| Câu lạc bộ          | Mùa giải            | Hạng đấu            | Trận         | Bàn          | Trận         | Bàn          | Trận          | Bàn           | Trận     | Bàn      | Trận      | Bàn       |
| ------------------- | ------------------- | ------------------- | ------------ | ------------ | ------------ | ------------ | ------------- | ------------- | -------- | -------- | --------- | --------- |
| Molde               | 2021                | Eliteserien         | 18           | 0            | 3            | 1            | —             | —             | 5        | 1        | 26        | 2         |
| Molde               | 2022                | Eliteserien         | 24           | 15           | 5            | 3            | —             | —             | 10       | 4        | 39        | 22        |
| Molde               | Tổng cộng           | Tổng cộng           | 42           | 15           | 8            | 4            | —             | —             | 15       | 5        | 65        | 24        |
| Chelsea             | 2022–23             | Premier League      | 3            | 0            | 1            | 0            | —             | —             | 0        | 0        | 4         | 0         |
| Union Berlin (mượn) | 2023–24             | Bundesliga          | 12           | 1            | 1            | 0            | —             | —             | 4        | 1        | 17        | 2         |
| Burnley (mượn)      | 2023–24             | Premier League      | 8            | 4            | —            | —            | —             | —             | —        | —        | 8         | 4         |
| Tổng cộng sự nghiệp | Tổng cộng sự nghiệp | Tổng cộng sự nghiệp | 65           | 20           | 10           | 4            | 0             | 0             | 19       | 6        | 94        | 30        |

1. ↑  Bao gồm Cúp bóng đá Na Uy, FA Cup và DFB-Pokal
2. ↑  Ra sân ba lần và ghi một bàn thắng tại UEFA Europa League, ra sân hai lần tại UEFA Europa Conference League
3. ↑  Ra sân tại UEFA Europa Conference League
4. ↑  Ra sân tại UEFA Champions League

### Quốc tế
Tính đến 19 tháng 11 năm 2022
| Đội tuyển quốc gia | Năm       | Trận | Bàn |
| ------------------ | --------- | ---- | --- |
| Bờ Biển Ngà        | 2019      | 1    | 0   |
| Bờ Biển Ngà        | 2022      | 2    | 0   |
| Tổng cộng          | Tổng cộng | 3    | 0   |

## Danh hiệu

### Câu lạc bộ
Molde
- Eliteserien: 2022
- Cúp bóng đá Na Uy: 2021–22